# América Futebol Clube (MG)
Az América Futebol Clube, vagy América (esetleg América Mineiro), ahogy magukat szeretik meghatározni – egy tradicionális brazil focicsapat. 1912. április 30-án a Minas Gerais-i Belo Horizontében hozták létre.
Pályájuk a 18 000 fő befogadására képes Independência stadion.

## Története
1912. április 30-án fiatal, kedvtelésből focizó férfiak egy csoportja úgy döntött, hogy csapatukat átalakítják labdarúgó klubbá. Az els találkozó alkalmával az alapítók elhatározták, hogy a megalakuló csoport neve América Foot-Ball Club lesz. Ugyanekkor határoztak a zöld–fehér színek használatáról. Az első mérkőzéseket a polgármester pályáján játszották. 1913-ban az América és a Minas Gerais Futebol Clube összeolvadt, s a csapat zöld–fehér–feketére változtatta színeit. 1916 és 1925 között a csapat egyhuzamban 10 állami bajnokságot nyert meg.
1933-ban a brazil labdarúgás professzionalizálása elleni tüntetésül a csapat vörösre és fehérre cserélte színeit. 1943-ban ez a csoport is professzionális alapokra helyezte labdarúgó szakosztályának a működését, és visszatértek régebben használt zöld–fehér–fekete színeikhez. Először 1948-ban nyert az América profi bajnokságot.
1997-ben az América először nyerte meg a Campeonato Brasileiro másodosztályát. 2000-ben a csapat, a Cruzeiro döntőben történt megverésével megnyerte az első Copa Sul-Minast. A Série B-ben nyújtott gyenge teljesítményt követően visszaminősítették a C osztályba. 2007-ben a csapat a Mineirão bajnokság utolsó helyén végzett, így visszaesett a másodosztályba.

## Sikerlista

### Hazai
- 1-szeres másodosztályú bajnok: 1997
- 1-szeres harmadosztályú bajnok: 2009

### Állami
- Mineiro bajnok
  - Győzelmek (16): 1916, 1917, 1918, 1919, 1920, 1921, 1922, 1923, 1924, 1925, 1948, 1957, 1971, 1993, 2001, 2016
  - Döntő (13): 1915, 1930, 1931, 1942, 1948, 1958, 1959, 1960, 1964, 1973, 1992, 1995, 1999
- Copa Sul-Minas (Dél-Minas Kupa)
  - Győzelmek (1): 2000
- Copa São Paulo de Juniores (São Paulo Ifjúsági Kupa)
  - Győzelmek (1): 1996
- Taça Belo Horizonte de Juniores (Belo Horizonte Ifjúsági Kupa)
  - Győzelmek (1)': 2000
  - Döntő (1): 1995
- Taça Minas Gerais (Minas Gerais Állami Kupa)
  - Győzelmek (1): 2005
  - Döntő (3): 1977, 1980, 1984

## Stadionok

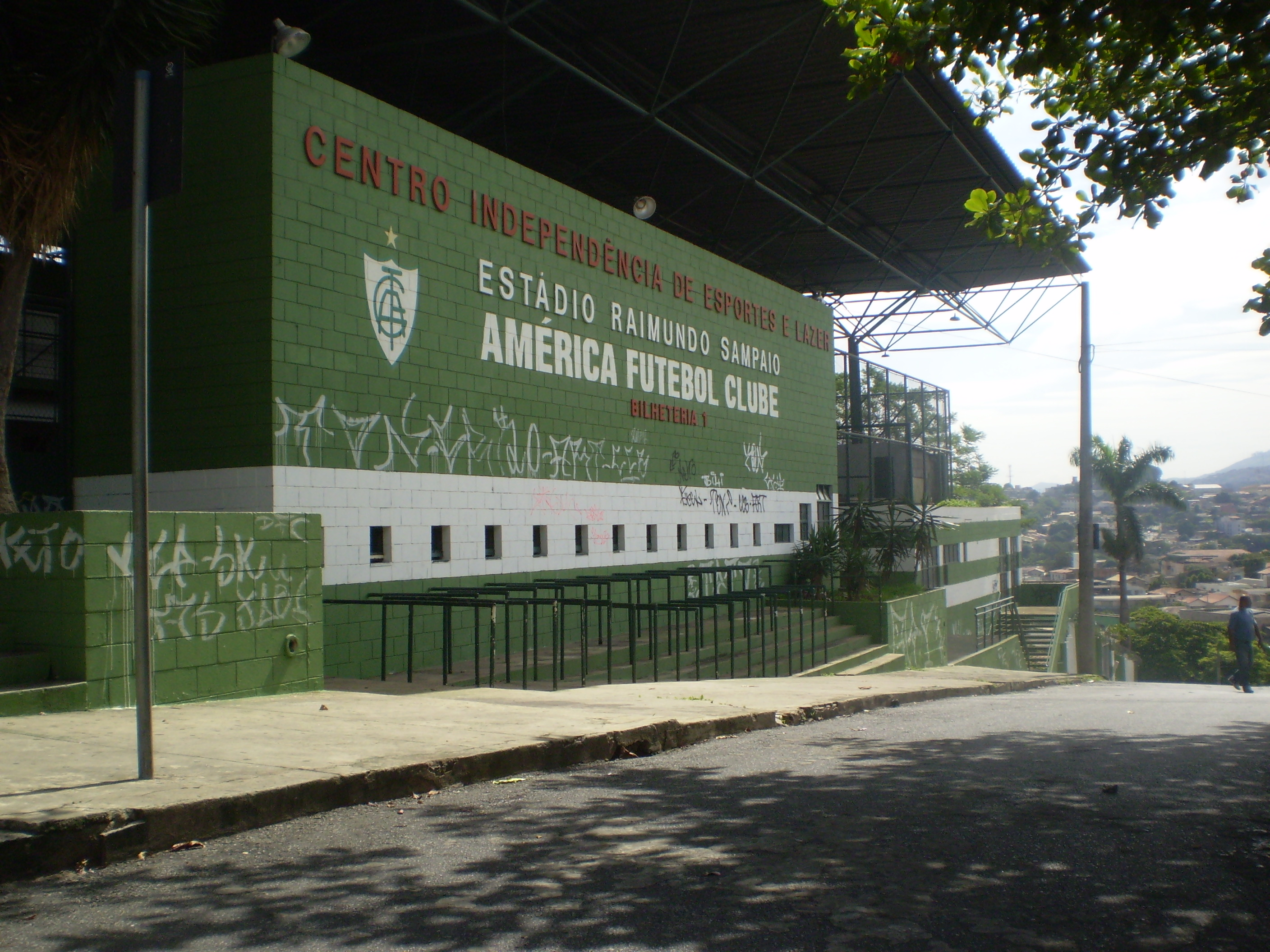
Az Independência Stadion bejárata.

Az América első stadionját 1922-ben a mai önkormányzati vásárhelyszínén adták át. Az 1970-es években a csapat akkor Estádio Otacílio Negrão de Limának nevezett stadionját lebontották. Az América jelenleg használt – gyakran Estádio Independênciának nevezett Estádio Raimundo Sampaio stadionját 1950. július 29-én adták át, és 1989 óta van a csapat kezelésében.

## Összecsapások
Az América legnagyobb ellenfelei a Cruzeiro és a Atlético Mineiro. Az América és az Atlético Mineiro között vívott mérkőzéseket O Clássico das Multidões (A tömegek mérkőzése) néven ismerik.

## Jelképek
A klub hivatalos himnusza Vicente Motta szerzeménye. Ezen kívül még két másik himnusz létezik. A Fernando Brant valamint Tavinho Moura szerezte nem hivatalos himnusz valamint a támogatóknak az a himnusza, aminek a szövegét Márcio Dias Vianna írta és Fernando Ângelo énekelte. Az América kabaláját Fernando Pierucetti rajzolta. Az állat egy vörös szemű fehér nyúl, melynek világosan láthatóak a fogai.

## Játékoskeret
| # |          | Poszt | Név              |
| - | -------- | ----- | ---------------- |
|   | brazília | K     | Daniel           |
|   | brazília | K     | Flávio           |
|   | brazília | K     | Glaycon          |
|   | brazília | V     | Fabrício Soares  |
|   | brazília | V     | Preto            |
|   | brazília | V     | Wellington Paulo |
|   | brazília | V     | Paulo Roberto    |
|   | brazília | V     | Micão            |
|   | brazília | V     | Fábio            |
|   | brazília | V     | Rafael Estevam   |
|   | brazília | V     | Wagner           |
|   | brazília | V     | Bruno            |
|   | brazília | V     | Evanílson        |
|   | brazília | KP    | Dudu             |
|   | brazília | KP    | Leandro Ferreira |
|   | brazília | KP    | George           |

| # |          | Poszt | Név           |
| - | -------- | ----- | ------------- |
|   | brazília | KP    | China         |
|   | brazília | KP    | Nando         |
|   | brazília | KP    | Geovane       |
|   | brazília | KP    | Luciano       |
|   | brazília | KP    | Capixaba      |
|   | brazília | KP    | Chico Marcelo |
|   | brazília | KP    | Rodrigo       |
|   | brazília | CS    | Euller        |
|   | brazília | CS    | Faísca        |
|   | brazília | CS    | Edgard        |
|   | brazília | CS    | Bruno Mineiro |
|   | brazília | CS    | Robertinho    |
|   | brazília | CS    | Taílson       |